# 让·爱泼斯坦
让·爱泼斯坦（法語：Jean Epstein，1897年3月25日—1953年4月2日) ，法国导演，电影理论家，是法国印象派电影运动的参与者，《忠实的心》《三面镜》《厄舍古厦的倒塌》等印象派电影出自其手。1926年，他成立了让·爱泼斯坦电影公司，1928年公司倒闭。

## 生平
1897年3月26日，让·爱泼斯坦出生在华沙，其父亲为法国犹太人，母亲为波兰人。
1907年，让·爱泼斯坦的父亲去世，全家从而搬迁至瑞士，在那里爱泼斯坦曾在弗莱堡的学校中就读。取得学士学位后，全家定居在里昂，爱泼斯坦进入巴黎中央理工学院就学，预备和其父亲一样做一位工程师，但在发现生物学比数学更吸引自己后，他改变计划在里昂大学开始攻读医学博士学位。
在里昂大学，他遇见了奥古斯特·卢米埃尔，并为其担任翻译，但在当时他曾认为电影不过是没有未来的短暂流行事物。此时的让·爱泼斯坦正在试图建立诗歌与第七艺术（电影）的理论，在撰写第一篇论文《今日诗歌：一种新的思维模式》（法語：La Poésie d'aujourd'hui, un nouvel état d'intelligence）时与诗人布莱斯·桑德拉尔建立了联系，并在其帮助下将此论文发表。在放弃医学学位后，让·爱泼斯坦在出版社找到份清闲的办公室工作，从而获得了充足的时间建立其理论体系，并发表了《电影院您好（法語：Bonjour cinéma）》《里罗索菲（法語：La Lyrosophie）》两篇重要论文。在24岁时，凭借发表的论文，爱泼斯坦已经为人们所注意，并常常和印象派联系在一起。
1922年，让·爱泼斯坦拍摄了其首部电影《巴斯德》，尽管这部电影并非印象派风格，爱泼斯坦也并不将其视为成功之作，但得到了百代电影公司注意。由于百代电影公司给予年轻导演们的自由，让·爱泼斯坦进入百代电影公司后得以拍摄出自己所喜爱的电影，其部分杰出作品如《忠实的心》《尼维尔内来的美女》即拍摄于此时期。1924年，让·爱泼斯坦遭遇经济危机，被迫进入Cinéromans公司（法語：Société des Cinéromans）。1920年代中期，由于其电影没有得到老板的喜欢，在离开Cinéromans公司后，让·爱泼斯坦进入信天翁电影公司工作过一段时间。1926年，爱泼斯坦成立了自己的让·爱泼斯坦电影公司（法語：Les Films de Jean Epstein），该公司在1928年倒闭，但期间拍摄出了《莫泊拉》《61/2 × 11》《三面镜》等许多印象派电影。路易斯·布努埃尔在《莫泊拉》《厄舍古厦的倒塌》等电影中担任其助理。
1927年，印象派的许多原创技法已经得到了广泛的传播，爱泼斯坦意识到“要创造出一部简洁的电影，必须削弱明显的风格特征”。在1929年拍完他的最后一部印象派电影《天涯海角》后，爱泼斯坦在1931年采取了准纪录片式的手法拍摄了其第一步有声电影《渡鸦之海（法語：Mor vran）》。
在拍摄完《厄舍古厦的倒塌》后，爱泼斯坦前往布列塔尼半岛度短假，并深深爱上了那里。他拍摄了多部有关那里的电影，如《天涯海角》《渡鸦之海（法語：Mor vran）》《盔甲之歌》等，同时实践了其将剧情片和纪录片结合起来的准纪录片式的拍摄手法。《盔甲之歌》也被认为是最早的布列塔尼语电影。
与同时的其他导演类似，让·爱泼斯坦在无声片向有声片转变的过程中遇到了不少困难，尽管他与Synchro-Ciné公司的联系使得他仍然有机会拍摄电影，但整个20世纪30年代，让·爱泼斯坦都因为其布列塔尼系列电影筹集资金而困扰。
第二次世界大战爆发后，由于其有犹太人的姓氏，他被禁止从事有关电影的行业。尽管他有机会获得一个证明自己既不是犹太人也不是波兰人的证书，但他放弃了。在法国被占领的时间内，让·爱泼斯坦作为红十字会的普通职员而工作，期间还曾被迫参加一个羞辱性的实验以检查其有无接受割礼。
大战结束后，爱泼斯坦写下了两篇重要论文《一个机器的智能（法語：L'Intelligence d'une machine）》《魔鬼的电影（法語：-{Le
Cinéma du diable}-）》。在其早期默片中出演的演员尼诺·科斯坦蒂尼（法語：Nino Costantini）的帮助下，让·爱泼斯坦得以实现其愿望，继续拍摄有关布列塔尼的电影。1953年4月2日，让·爱泼斯坦因脑出血在巴黎去世。

## 作品
让·爱泼斯坦参与过许多电影的导演工作，以其印象派影片最为重要。与其他印象派电影导演类似，为了保证盈利，爱泼斯坦也拍摄过非印象派电影。下面列出其执导的部分作品。
- 《忠实的心（法语：Cœur fidèle）》（1923年）
- 《莫泊拉（法语：Mauprat (film)）》（1926年）
- 《三面镜（法语：La Glace à trois faces）》（1927年）
- 《厄舍古厦的倒塌（法语：La Chute de la maison Usher (film, 1928)）》（1928年）
- 《天涯海角（英语：Finis Terræ）》（1929年）